# Djent
Der Begriff Djent beschreibt einen bestimmten, hart angeschlagenen, abgedämpften Akkord an der Gitarre. Er stellt eine Klangnachahmung dar und wurde das erste Mal von dem Gitarristen Fredrik Thordendal der Band Meshuggah verwendet. Um den Begriff herum gründete sich eine Bewegung innerhalb der Metal-Szene, die auf den Wurzeln des Progressive Metals basiert.
Die Bewegung entstand durch die Soloprojekte mehrerer Musiker, die am eigenen Computer mit verschiedenen Programmen Musik aufnahmen, und gewann über verschiedene Foren Anfang der 2000er Jahre erstmals an Popularität. Heutzutage ist sie eine im Underground-Metal fest etablierte Szene, die sich vor allem durch das Internet verbreitet, sich jedoch auch durch eigene Musikfestivals sowie regelmäßige Tourneen auszeichnet.

## Aussprache
Da die Aussprache des Wortes nicht genau definiert ist, haben sich über die Jahre zwei verschiedene Möglichkeiten der Aussprache innerhalb der Szene durchgesetzt. Bei der gängigsten Form werden die ersten beiden Buchstaben zu einem dj, auf das die Endung „-ent“ folgt (in Lautschrift: [dʒɛnt]). Bei einer weiteren Möglichkeit wird ein zusätzliches „d“ vor den Begriff gehängt, das getrennt von dem Rest des Wortes gesprochen wird; folglich: d-djent (in Lautschrift: [di-dʒɛnt]). Neben den gängigsten Formen existieren jedoch auch weitere Möglichkeiten der Aussprache.

## Stilistische Merkmale
Der typische Klang eines einzelnen Tones von Djent zeichnet sich im Wesentlichen durch die Verbindung eines Powerchords mit einer zusätzlichen Quinte aus, der sich im Normalfall über vier Saiten der Gitarre erstreckt. Durch das mit dem Handballen erzeugte Palm Muting und den verstärkten Anschlag der Saiten erhält der mit einer doppelten Oktave versehene Powerchord den für Djent typischen Sound. Als Grundstein für den typischen Klang von Djent wird oft die 1994 veröffentlichte EP None sowie das ein Jahr darauf erschienene Studioalbum Destroy Erase Improve, insbesondere die Lieder Aztec Two-Step und Soul Burn, der Band Meshuggah genannt. Laut Misha Mansoor klingt bei diesen Liedern bei genauerem Hinhören jeder einzelne Ton wie das Wort Djent.
In der Gegenwart zeichnet sich Djent neben seinem typischen Sound vor allem durch die Komplexität von Gitarrenriffs und die häufige Verwendung von Polyrhythmik aus. Daneben sind die Gitarrenriffs oft von Synkopierung geprägt. Ein weiteres Merkmal ist die häufige Verwendung von sieben- und achtsaitigen, seltener sechssaitigen E-Gitarren, die meistens zusätzlich noch tiefer gestimmt werden.

## Geschichte

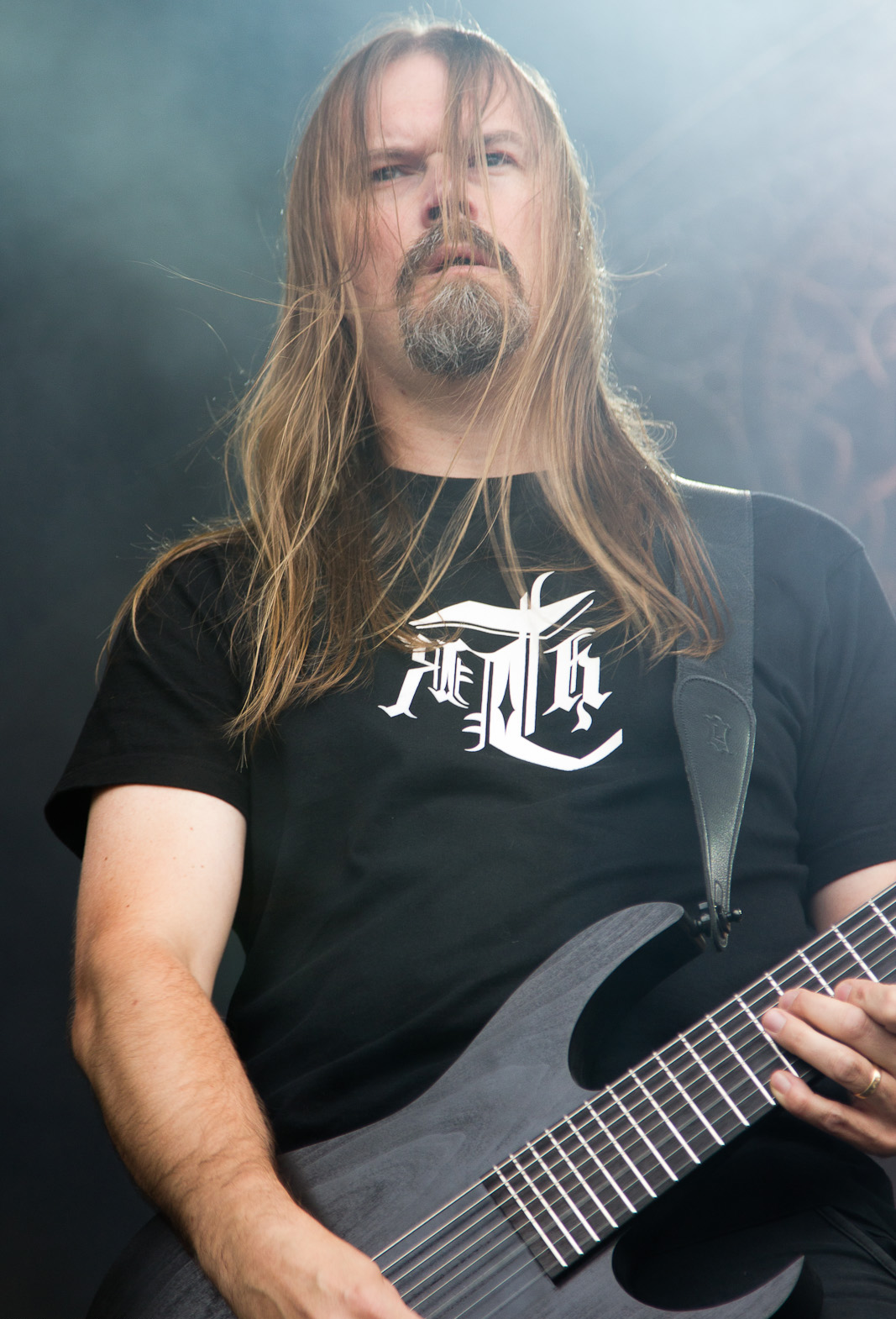
Verwendete den Begriff das erste Mal: Fredrik Thordendal

### Entstehung
Über die offiziellen Foren der Band Meshuggah kamen Anfang der 2000er Jahre der US-amerikanische Musiker Misha Mansoor und der britische Musiker Acle Kahney das erste Mal mit dem Begriff „Djent“ in Berührung, in welchen über dessen typischen Klang diskutiert wurde, den Meshuggahs Gitarrist Fredrik Thordendal mit dem Begriff bezeichnen wollte, sowie darüber, wie dieser erzeugt wird. Inspiriert durch diesen und Veröffentlichungen der Band SikTh begannen sie, eigene Musik am Computer aufzunehmen. Acle Kahney gründete infolgedessen sein Projekt TesseracT, während Misha Mansoor unter dem Pseudonym Bulb, dem Namen seiner ehemaligen Band, regelmäßig neue Kompositionen auf die Online-Plattform SoundClick hochlud, welche er mit dem Begriff Djent versah und zum kostenlosen Download anbot. Auch der ebenfalls aus Großbritannien stammende Musiker Paul Antonio Ortiz startete zur selben Zeit sein Soloprojekt Chimp Spanner und fing an, eigene Musik mit Hilfe von Computerprogrammen von zu Hause aus zu komponieren und diese anschließend auf verschiedenen Online-Portalen zu veröffentlichen.
Über verschiedene Foren wie unter anderem die der Band Meshuggah oder des Gitarristen John Petrucci sowie das des Softwareherstellers Toontrack oder das auf Musikinstrumente spezialisierte Forum von Harmony Central kamen die Musiker erstmals untereinander in Kontakt. Man begann, Musik untereinander auszutauschen und über die neusten Produkte zu diskutieren, welche ihre Musik noch mehr nach dem typischen Sound von Djent klingen lassen sollten. Zudem halfen sie sich gegenseitig bei dem Komponieren von neuen Stücken aus und entwickelten gemeinsam neue Spieltechniken und verfeinerten des Weiteren den Umgang mit den verwendeten Computerprogrammen. 2004 verkündete Acle Kahney, in dem Franzosen Julien Perier einen Sänger gefunden zu haben, nachdem dieser ihm zuvor eine überarbeitete Version des Liedes Sunrise mit seinem Gesang per E-Mail hatte zukommen lassen. Ein Jahr später gründete Misha Mansoor seine Band Periphery, während sich aus Acle Kahneys Projekt TesseracT ebenfalls zunehmend eine Band entwickelte.

### Weitere Entwicklung
Über das Internet gewann die Szene rasch an Bekanntheit und es gründeten sich weitere Soloprojekte nach dem Vorbild von Misha Mansoor, Acle Kahney und Paul Antonio Ortiz. So gründete der Musiker Al Mu’min 2007 sein eigenes Soloprojekt unter dem Namen The HAARP Machine, welches Djent mit fernöstlichen Klängen vermischt. Ebenfalls im Jahre 2007 gründete der Gitarrist Tosin Abasi sein eigenes Soloprojekt unter dem Namen Animals as Leaders, nachdem sich seine ehemalige Band Reflux aufgelöst hatte, welches Formen des Jazz mit Progressive Metal verbindet. Mithilfe von Misha Mansoor, welcher an der Entstehung des Albums aktiv mitgearbeitet und dieses produziert hatte, erschien 2009 das selbst-betitelte Debütalbum Animals as Leaders. Ein Jahr zuvor fand zudem die erste Ausgabe des Euroblast Festivals statt, welches jährlich in Köln stattfindet und das weltweit größte seiner Art darstellt. Im Jahre 2009 gründeten ebenfalls der britische Musiker John Browne, welcher zuvor mit Acle Kahney bei der Band Fellsilent gespielt hatte, und der aus den USA stammende Gitarrist Josh Travis das multinationale Projekt Elements, welches sie aber Anfang 2010 abbrachen und John Browne fortan mit verändertem Line-up unter dem Namen Monuments weiterlaufen ließ. Auch die Electro-Szene wurde auf die Bewegung aufmerksam. Beispielhaft hierfür ist das Projekt des französischen Musikers Rémi Gallego, welcher unter dem Namen The Algorithm Electroklänge mit Merkmalen des Djents verbindet.
Ende 2009 ging die Online-Plattform got-djent.com ans Netz, welche sich als eine der wichtigsten Austauschmöglichkeiten innerhalb der Szene etablierte. Sie wurde von dem Belgier Sander Dieleman gegründet, nachdem dieser mit einigen anderen Benutzern innerhalb einer Gruppe der Website Last.fm beschloss, ein Webportal zu erstellen, welches es Fans der Szene einfacher machen sollte, untereinander zu kommunizieren. Seitdem war es auch für unbekanntere Bands möglich, sich der Szene zu präsentieren, woraufhin eine Flut an neuen Bands ausbrach. Kurz zuvor hatte Misha Mansoor mit seiner Band Periphery bei Sumerian Records einen Plattenvertrag unterschrieben, auf das ein Jahr später das selbst-betitelte Debütalbum folgte. Auch Acle Kahneys Band TesseracT kam bei dem deutschen Plattenlabel Century Media unter und auch Paul Ortiz erhielt mit seinem instrumentalen Soloprojekt Chimp Spanner einen Plattenvertrag bei dem britischen Independent-Label Basick Records, welches sich zu diesem Zeitpunkt zunehmend auf Musik aus dem Bereich der Djent-Bewegung konzentrierte. Weitere bekannte Bands, die Elemente des Djents in ihre Lieder einfließen lassen, sind After the Burial, Born of Osiris und Veil of Maya.

## Kontroverse

### Djent als Genre
Durch den Aufschwung der Szene rückt die eigentliche Bedeutung von Djent in den Hintergrund. Stattdessen sehen viele die Bewegung schon als eigenes Musikgenre an, was innerhalb der Szene zu kontroversen Diskussionen führt. Bei der Frage, ob Djent ein Genre ist, gehen die Meinungen weit auseinander. Ein Meinungsbild, welches durch eine Umfrage mit Benutzern der Plattform, sowie führenden Persönlichkeiten und Kennern der Szene auf got-djent.com durchgeführt wurde, bestätigte die verschiedenen Auffassungen von Djent. 

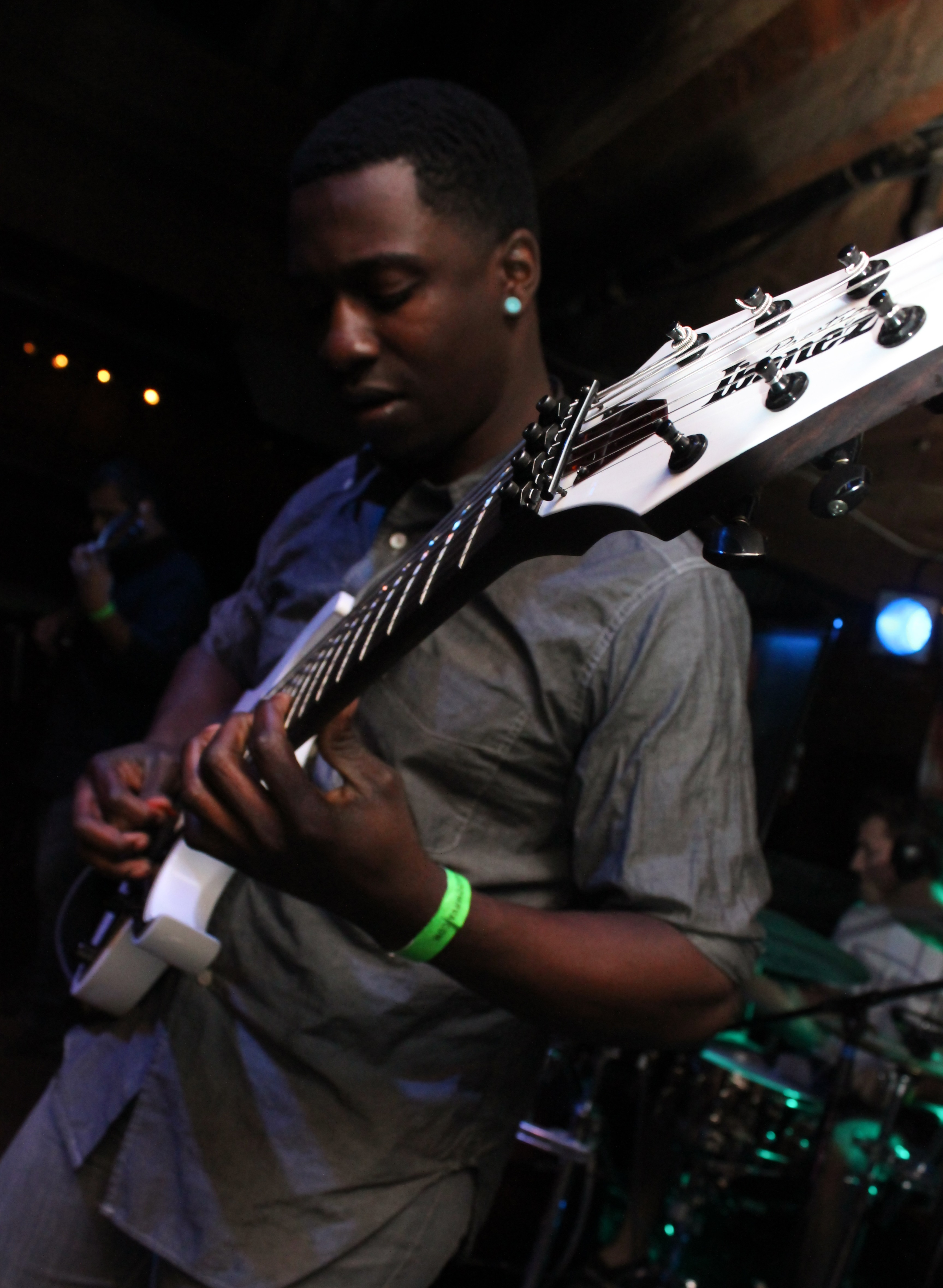
Verbindet mit seinem Projekt Jazz und Metal: Tosin Abasi

Sander Dieleman, Gründer der Plattform, sieht in dieser heftig geführten Diskussion eine Spaltung von Befürwortern und Gegnern dieser Auffassung, wobei letztere die eigentliche Bedeutung von Djent erhalten wollen. Die britische Tageszeitung The Guardian druckte in einer Ausgabe im März 2011 einen Artikel über die Bewegung, in der sie Djent als „Microgenre“ des Metals bezeichnete. Auch Misha Mansoor erklärte in dem Artikel, dass sich nach seiner Meinung aus der einstigen Bezeichnung für einen bestimmten Akkord ein eigenes Genre entwickelt habe. Tosin Abasi, Gründer und Gitarrist von Animals as Leaders, betrachtet die Diskussion aus einer subjektiveren Position. Ein Genre entsteht seiner Meinung nach, wenn sich die Musik mehrerer Künstler durch gemeinsame Merkmale auszeichnet, was im Falle der Bewegung vorliegt, so dass er es nicht für falsch hält Djent als Subgenre des Progressive Metals zu bezeichnen. Lisa Coverdale, Mitarbeiterin bei Basick Records, sieht in der Bewegung von Djent, welche nach Schätzungen noch immer sehr männlich geprägt ist, noch kein eigenes Genre, da ein Genre ihrer Auffassung nach offen für alle sein muss. Infolge der Diskussion gab der indische Musiker Keshav Dhar Anfang 2011 an, den Namen seiner Band Hydrodjent in Skyharbor umbenannt zu haben, da Djent zunehmend als eigenes Genre angesehen wurde und der Name seines damaligen Musikprojektes darum nicht mehr passend war.

### Kritik an der zunehmenden Popularität
Auch der zunehmenden Popularität stehen die Musiker und Fans der Szene kritisch gegenüber. Maz Star, ein Mitarbeiter des britischen Radiosenders TotalRock, bedauert, dass sowohl viele neue Bands als auch Fans aus der einst sehr kleinen, vom restlichen Metal abgegrenzten Szene ein Internet-Phänomen gemacht haben, bei dem es sich nur noch um eine Frage der Zeit handelt, wann das Interesse daran verschwindet. Olly Steele, Gitarrist der Band Monuments, zeigt sich ebenfalls bestürzt darüber, dass viele Bands den Aufschwung der Szene nutzen und sich als Teil dieser bezeichnen, um ihren eigenen Profit daraus zu erzielen. Paul Antonio Ortiz sieht hingegen mit dem Aufschwung innerhalb der Szene auch eine große Chance für viele unbekannte Bands, die musikalisch ihren Beitrag zu dieser Bewegung leisten wollen.

## Equipment

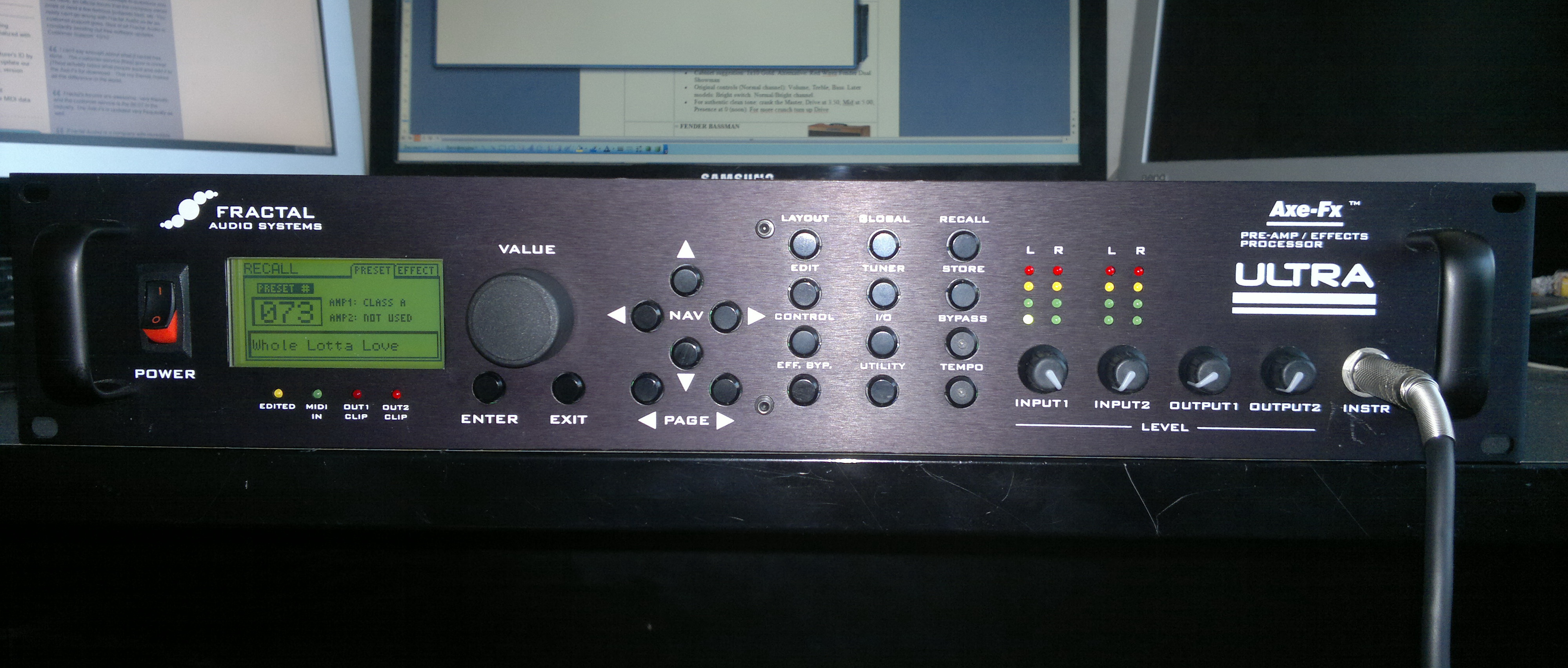
Findet im Djent häufig Verwendung: der Axe FX Ultra der Firma Fractal

Mit den Anfängen der Djent-Bewegung entwickelten sich auch die Möglichkeiten des Homerecordings, die ein Entstehen der Szene erst möglich gemacht haben. Sowohl Misha Mansoor, als auch Acle Kahney und Paul Antoni Ortiz verwendeten bei ihren ersten Aufnahmen für das Schlagzeug das Programm Drumkit from Hell des Softwareherstellers Toontrack, welches von dem Schlagzeuger Tomas Haake der Band Meshuggah mitentwickelt wurde und mit dem die kompletten Schlagzeugspuren von deren Album Catch Thirtythree aufgenommen wurde. Es fand ebenfalls Verwendung auf dem Album Ziltoid the Omniscient von Devin Townsend. Misha Mansoor versuchte sich zudem in dem von dem Softwarehersteller Native Instruments entwickelten Programm Battery 3. Anschließend begannen alle drei Musiker mit Erscheinen der von Toontrack entwickelten Software Superior Drummer 1 und seiner Nachfolgeversion fortan diese zu nutzen.
Für die Aufnahmen der Gitarrenparts verwendeten sie die gerade neu erschienene POD-Reihe der Firma Line 6, welche es ihnen ermöglichte auch ohne Gitarrenverstärker Musik zu erzeugen. Mit einem solchen nahm Acle Kahney beispielsweise die klaren Gitarrenabschnitte für TesseracT auf. Heutzutage verwenden sowohl Acle Kahney als auch Misha Mansoor eine Version des Axe FX Ultra der Firma Fractal für ihre Aufnahmen. Für seine Gitarren benutzt Misha Mansoor unter anderem Tonabnehmer der Firma Bare Knuckle oder Dimarzio, während Acle Kahney Pick-Ups der schwedischen Firma Lundgren benutzt, welche auch die Band Meshuggah verwendet.

## Weitere Verwendung
Nicht selten tritt der Begriff Djent in Verbindung mit anderen Wörtern innerhalb der Szene als Wortspiel auf. So bezeichnen sich Teile der Szene häufig als djentlemen, was eine Zusammensetzung aus den Wörtern „djent“ und „gentlemen“ darstellt. Auch entwickelte sich aus dem Wort das Adjektiv „djenty“, welches häufig dazu verwendet wird, um den Klang der Musik als besonders dem Djent nahekommend zu bezeichnen.

## Thall

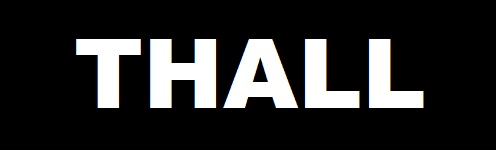
Der ausdruck Thall.

Der Begriff „Thall“ tritt häufig innerhalb der Djent-Szene in Verbindung mit der Band Vildhjarta auf und steht heutzutage synonym zum Namen der Band. Der Begriff wurde von der Band über soziale Netzwerke und Videos in den Umlauf gebracht und wird seitdem von den Fans der Band über das Internet weiter verbreitet. Er tritt häufig als Kommentar unter Posts der Band auf oder wird als Ersatz für andere Wörter verwendet. Die genaue Bedeutung des Wortes ist bis heute jedoch nicht geklärt. Lediglich die Bandmitglieder kennen die wahre Bedeutung des Wortes, wollen diese aber nicht preisgeben, da der Begriff sonst nach eigener Aussage wahrscheinlich seine Bedeutung verlieren würde.

## Kritik
Der Gitarrist Fredrik Thordendal der Band Meshuggah, welcher die Bewegung einst ins Rollen brachte, ist positiv erstaunt und stolz zugleich, was sich aus seinem Begriff entwickelt hat. In einem Interview erklärte er sich erfreut darüber, dass er mit seiner Band andere Musiker dazu inspirieren konnte, Musik nach dem Vorbild von sich und seiner Band zu machen. Jedoch zeigen sich nicht alle Bands von der neuen Szene begeistert: Die Post-Metal-Band Rosetta antwortete auf die Frage, was sie denn von Djent halte, ob man in Zukunft nicht einfach Doom Metal als „Dunnn“ bezeichnen sollte. Der Sänger Randy Blythe der Band Lamb of God sieht in Djent ebenfalls nur ein weiteres, seiner Meinung nach unnötiges Genre. Es handele sich einfach nur um einen Begriff. Der Gitarrist der Band Sybreed Thomas Betrisey erklärte, dass für ihn die Musik nicht nach einem „djent“, sondern vielmehr nach einem „quack-quackquack“ klinge. Des Weiteren hat die Szene oftmals mit dem Vorwurf zu kämpfen, sie sei „Erbe des Nu Metals“, welcher ebenfalls einen schwierigen Stand in der Metal-Szene hat.

## Liste von bekannten Djent-Bands
- After the Burial
- Animals as Leaders
- Born of Osiris
- Breakdown of Sanity
- Chimp Spanner
- Driven by Entropy
- Erra
- Fit for a King
- Invent, Animate
- Jinjer
- Meshuggah
- Monuments
- Northlane
- Novelists
- Periphery
- Skyharbor
- TesseracT
- Textures
- Twelve Foot Ninja
- Uneven Structure
- Veil of Maya
- Vildhjarta
- Vitja
- Volumes